# Ủy ban Toàn quốc Hội nghị Hiệp thương Chính trị Nhân dân Trung Quốc
Ủy ban Toàn quốc Hội nghị Hiệp thương Chính trị Nhân dân Trung Quốc (tiếng Trung: 中国人民政治协商会议全国委员会), viết tắt Chính Hiệp Toàn quốc (tiếng Trung: 全国政协) hoặc Ủy ban Toàn quốc Chính Hiệp (tiếng Trung: 政协全国委员会), là tổ chức cấp quốc gia của Hội nghị Hiệp thương Chính trị Nhân dân Trung Quốc. Chính Hiệp Toàn quốc khóa I tổ chức năm 1949, và Chính Hiệp Toàn quốc hiện tại là khóa XIII tổ chức từ tháng 3/2018.
Hiện tại các Hội nghị Ủy ban Toàn quốc Chính Hiệp thường được tổ chức vào tháng 3 hàng năm. Khi Hội nghị kết thúc, Ủy ban Thường vụ Chính Hiệp Toàn quốc thực hiện chức năng và nhiệm vụ trong thời kỳ giữa 2 hội nghị. Ủy ban Toàn quốc Chính Hiệp và Ủy ban Thường vụ Chính Hiệp Toàn quốc là cơ quan đứng sau Ủy ban Trung ương Đảng, Ủy ban Thường vụ Nhân Đại Toàn quốc, Quốc vụ viện. Ngoài đối ngoại, Ủy ban Chính Hiệp Toàn quốc còn giữ vai trò lãnh đạo nhà nước và các đảng chính trị, liên hệ các tầng lớp xã hội để trao đổi thông tin liên lạc toàn quốc. Đồng thời các phiên họp của Ủy ban Thường vụ Nhân Đại và Hội nghị Ủy ban Toàn quốc Chính Hiệp tổ chức hàng năm cùng thời gian được gọi là "Lưỡng hội toàn quốc".
Ủy ban Toàn quốc Chính Hiệp thông qua hiệp thương dân chủ và tập trung dân chủ. Ủy ban Toàn quốc Chính Hiệp do Chính Hiệp các tỉnh lựa chọn, ngoài ra còn Đảng Cộng sản, các đảng phái chính trị và liên công thương toàn quốc, các đoàn thể nhân dân được tổ chức để hiệp thương lựa chọn. Ủy ban Thường vụ Chính Hiệp Toàn quốc được bầu vào trong phiên họp toàn thể Chính Hiệp Toàn quốc, với nhiệm kỳ 5 năm. Hội nghị Chính Hiệp Toàn quốc, Ủy ban Thường vụ Chính Hiệp Toàn quốc được tổ chức tại Đại lễ đường Nhân dân và Lễ đường Chính Hiệp Toàn quốc.

## Lịch sử
Từ tháng 8 đến tháng 10/1945, tổ chức đàm phán Trùng Khánh Quốc Cộng, đại biểu Đảng Cộng sản Chu Ân Lai nghĩ rằng đàm phán nên tập trung vào việc tổ chức một cuộc hội nghị chính trị để thảo luận về chương trình xây dựng đất nước, đề nghị triệu tập một cuộc họp các đảng phái thỏa thuận dự thảo. Đại diện Quốc Dân Đảng Vương Thế Kiệt không đồng ý với tên của "Hội nghị Đảng phái". Hách Nhĩ Lợi đề xuất "Hội nghị Chính trị" và được các bên chấp thuận. Trong cuộc họp ngày 10/9, Trương Trị Trung hội đàm tôn trọng ý nguyện các bên và đề xuất thêm từ "hiệp thương" vào "hội nghị Chính trị". Mặc định, Đảng Cộng sản Trung Quốc đã chấp nhận đề nghị này. Trong các cuộc đàm phán của Mao Trạch Đông và Tưởng Giới Thạch vào tháng 10, tên của hội nghị hiệp thương chính trị và nhiệm vụ của nó đã được chính thức hóa, và thông qua "biên bản hội đàm giữa Chính phủ và đại biểu Trung Cộng" (tức "hiệp định song thập"), quyết định "của chính phủ quốc gia đã tổ chức một cuộc hội nghị hiệp thương chính trị, mời đại diện của tất cả các đảng chính trị và lãnh đạo cộng đồng thảo luận các vấn đề quốc gia".
Từ ngày 10 đến ngày 31/10/1946, Quốc Dân Đảng (8 người), Đảng Thanh niên Trung Quốc (5 người), Đồng minh dân chủ Trung Quốc (9 người), Đảng Cộng sản Trung Quốc (7 người) và nhân sĩ không đảng phái (9 người). Tổng cộng có 38 đại biểu đã tổ chức hội nghị hiệp thương chính trị ở Trùng Khánh, một lần nữa thành lập nguyên tắc cơ bản việc thành lập một quốc gia hòa bình và đề xuất sửa đổi dự thảo Hiến pháp của Trung Quốc.
Từ ngày 15 đến ngày 19/6/1949, Phiên họp trù bị toàn thể lần thứ nhất của Hội nghị hiệp thương chính trị mới được tổ chức tại Bắc Bình. Tham dự phiên họp có Đảng Cộng sản Trung Quốc, tất cả các đảng dân chủ, tổ chức nhân dân, của tất cả các tầng lớp xã hội dân chủ, dân tộc thiểu số, đơn vị Hoa kiều hải ngoại thứ 23, tổng 134 người. Hội nghị bầu ra Ủy ban trù bị gồm 22 người, Mao Trạch Đông được bầu làm Chủ tịch Ủy ban Thường vụ Hội nghị trù bị. Ủy ban Thường vụ gồm Đàm Bình Sơn, Chu Ân Lai, Chương Bá Quân, Hoàng Viêm Bồi, Lâm Bá Cừ, Chu Đức, Mã Dần Sơ, Thái Sướng, Mao Trạch Đông, Trương Hề Nhược, Trần Thúc Thông, Trầm Quân Nho, Mã Tự Luân, Quách Mạt Nhược, Lý Tế Thâm, Lý Lập Tam, Thái Đình Khải, Trần Gia Canh, Ô Lan Phu, Trầm Nhạn Băng. Đảng Cộng sản Trung Quốc triệu tập đại diện các đảng để thảo luận các vấn đề liên quan đến việc thành lập hiệp thương, thông qua "Hội trù bị Hội nghị Hiệp thương Chính trị mới", sau đổi tên "Hội nghị Hiệp thương Chính trị Nhân dân Trung Quốc". Kể từ đó, các đảng dân chủ khác nhau đã được tổ chức lại và cuối cùng hình thành tám đảng dân chủ tiếp tục cho đến ngày nay, trong số đó là Đồng minh Dân chủ Trung Quốc, đảng lớn thứ ba ở Trung Quốc sau Quốc Dân Đảng và Đảng Cộng sản Trung Quốc, cũng như bảy đảng dân chủ có ảnh hưởng khác như Ủy ban cách mạng Quốc dân đảng Trung Quốc, Hội kiến quốc dân chủ Trung Quốc, Hội xúc tiến dân chủ Trung Quốc, Đảng dân chủ nông công Trung Quốc, Đảng trí công Trung Quốc, Học xã Cửu Tam, Đồng minh tự trị dân chủ Đài Loan. Hội nghị Hiệp thương Chính trị Nhân dân Trung Quốc đã loại trừ Quốc Dân đảng Trung Quốc và các đảng vệ tinh theo sau việc Quốc Dân đảng chuyển sang Đài Loan, như Đảng Thanh niên Trung Quốc, Đảng Xã hội Dân chủ Trung Quốc. Hội nghị Hiệp thương Chính trị Nhân dân Trung Quốc không có mối quan hệ trực tiếp với Hội nghị Hiệp thương Chính trị năm 1946. Một số nhà bình luận chỉ ra rằng Đảng Cộng sản Trung Quốc và tám đảng phái dân chủ khác cùng nhau xây dựng một "xã hội dân chủ mới" dân chủ hơn so với chế độ độc tài độc đảng của Quốc Dân Đảng Trung Quốc và tham gia nhiều hơn vào không gian chính trị và thảo luận cho các đảng dân chủ vào Hội nghị Hiệp thương.
Năm 1954, thành lập Đại hội Đại biểu Nhân dân Trung Quốc và Đại hội đại biểu nhân dân địa phương theo quy định của Hiến pháp, phiên họp đầu tiên của Đại hội Đại biểu Nhân dân Trung Quốc toàn quốc lần thứ nhất được tổ chức cùng năm, và các chức năng lập pháp của Hội nghị Hiệp thương Chính trị Nhân dân Trung Quốc đã được thông qua do Nhân Đại Toàn quốc. Kể từ đó, Hội nghị Hiệp thương Chính trị Nhân dân Trung Quốc đã trở thành một tổ chức dân chủ thống nhất của nhân dân.
Tuy nhiên, sau khi hoàn thành ba cuộc cải cách lớn ("tam đại cải tạo") vào năm 1956, Đảng Cộng Sản Trung Quốc tiến hành phong trào phản dân chủ vào năm 1957. Phong trào này đã hạn chế sự tham gia của các đảng dân chủ vào các vấn đề chính trị và thảo luận ở một mức độ nào đó sau này.
Ngày 30/8/1966, các cơ quan và Hội nghị Hiệp thương Chính trị Nhân dân Trung Quốc bị dừng hoạt động. Vào ngày 28/2/1973, với sự chấp thuận của Chu Ân Lai, Ủy ban Toàn quốc Hội nghị Hiệp thương Chính trị Nhân dân Trung Quốc đã tổ chức cuộc hội thảo về "Kỷ niệm 26 năm của cuộc nổi dậy ngày 28 tháng 2" dành cho nhân dân Đài Loan. Điều này đánh dấu sự khởi đầu của Ủy ban Toàn quốc Hội nghị Hiệp thương Chính trị Nhân dân Trung Quốc tiếp tục các hoạt động.
Trong năm 2013, tất cả các chủ tịch Hiệp Chính tại 31 địa phương cấp tỉnh ở Trung Quốc đã từ bỏ tất cả các ủy ban thường vụ của các ủy ban tỉnh. Các phương tiện truyền thông cho rằng đây là một biện pháp nâng cao tính độc lập của Hội nghị Hiệp thương Chính trị Nhân dân Trung Quốc trong chính sách và chính phủ.

## Chức năng nhiệm vụ
Lời mở đầu Hiến pháp Cộng hòa Nhân dân Trung Hoa:
| “ | Hội nghị Hiệp thương Chính trị Nhân dân Trung Quốc là tổ chức mặt trận yêu nước thống nhất rộng rãi, từng phát huy tác dụng quan trọng trong lịch sử. Từ nay về sau, trong đời sống chính trị cả nước, đời sống xã hội và trong các hoạt động đối ngoại hoà bình, trong sự nghiệp tiến hành xây dựng hiện đại hoá xã hội chủ nghĩa, trong đấu tranh thống nhất và đoàn kết bảo vệ nhà nước, sẽ từng bước phát huy các tác dụng quan trọng khác nhau. | ” |

Theo Điều lệ Hội nghị Hiệp thương Chính trị Nhân dân Trung Quốc, tại Hội nghị Toàn thể Ủy ban Toàn quốc Hội nghị Hiệp thương Chính trị Nhân dân Trung Quốc có chức năng nhiệm vụ như sau:
1. Sửa đổi Điều lệ Hội nghị Hiệp thương Chính trị Nhân dân Trung Quốc và giám sát việc thực hiện điều lệ;
2. Bầu Chủ tịch, Phó Chủ tịch, Tổng thư ký và Ủy ban Thường vụ Hội nghị Hiệp thương Chính trị Nhân dân Trung Quốc;
3. Nghe và xem xét báo cáo công việc của Ủy ban Thường vụ;
4. Thảo luận hướng dẫn công việc, nhiệm vụ chính và ra nghị quyết;
5. Tham gia các cuộc thảo luận về các chính sách chủ yếu của quốc gia, đề xuất và phản bác.

Các phiên họp toàn thể của Ủy ban Toàn quốc Hội nghị Hiệp thương Chính trị Nhân dân Trung Quốc được tổ chức tại Đại lễ đường Nhân dân Bắc Kinh với phiên họp Đại hội Đại biểu Nhân dân Trung Quốc mỗi năm về cơ bản trong cùng thời gian, Chương trình nghị sự bao gồm:
1. Các thành viên Ủy ban Toàn quốc Hội nghị Hiệp thương Chính trị Nhân dân Trung Quốc tham dự Đại hội Đại biểu Nhân dân Trung Quốc để nghe và thảo luận về "Báo cáo công việc nhà nước" của Thủ tướng thay mặt cho Quốc vụ viện Cộng hòa Nhân dân Trung Hoa;
2. Thảo luận, thông qua báo cáo Ủy ban Toàn quốc Hội nghị Hiệp thương Chính trị Nhân dân Trung Quốc;
3. Thảo luận và thông qua báo cáo về đề nghị của Ủy ban Toàn quốc Hội nghị Hiệp thương Chính trị Nhân dân Trung Quốc;
4. Thảo luận, thông qua các Nghị quyết liên quan.

## Ủy viên

### Điều kiện
Theo thông lệ thông thường, để trở thành ủy viên của Ủy ban Toàn quốc Hội nghị Hiệp thương Chính trị Nhân dân Trung Quốc đầu tiên phải là công dân từ 18 tuổi trở lên và phải là công dân của Cộng hòa Nhân dân Trung Hoa không mang quốc tịch nước ngoài.
Các thành viên Ủy ban Toàn quốc Hội nghị Hiệp thương Chính trị Nhân dân Trung Quốc do Ủy ban cấp tỉnh Hội nghị Hiệp thương Chính trị Nhân dân Trung Quốc lựa chọn, ngoài ra còn bởi Đảng Cộng sản Trung Quốc, các đảng dân chủ và Liên đoàn công thương nghiệp toàn Trung Quốc, các thành viên không đảng phái, các tổ chức nhân dân theo cách được hiệp thương. Như Mao Tân Vũ được Tổng Bí thư Ủy ban Trung ương Đảng Cộng sản Hồ Cẩm Đào tuyên bố là thành viên Ủy ban Toàn quốc Hội nghị Hiệp thương Chính trị Nhân dân Trung Quốc.

### Đãi ngộ
Các thành viên của Ủy ban Toàn quốc Hội nghị Hiệp thương Chính trị Nhân dân Trung Quốc thường được đối xử đặc biệt theo một tiêu chuẩn nhất định, chẳng hạn như thành viên Ủy ban Hội nghị Hiệp thương Chính trị Nhân dân Trung Quốc từ Hồng Kông và Ma Cao có thể được hưởng quyền tự do đi lại.

### Miễn truy tố
Trước khi cảnh sát và các cơ quan kiểm sát bắt giữ hoặc sử dụng các biện pháp cưỡng chế thành viên của Ủy ban Toàn quốc Hội nghị Hiệp thương Chính trị Nhân dân Trung Quốc theo luật pháp, họ phải thông báo cho Ủy ban Toàn quốc Hội nghị Hiệp thương Chính trị Nhân dân Trung Quốc, trong tình huống bắt tại thời điểm vi phạm pháp luật, họ phải thông báo ngay vào cùng một thời điểm hoặc sau đó cho Ủy ban Toàn quốc Hội nghị Hiệp thương Chính trị Nhân dân Trung Quốc.

## Hoạt động
Theo Điều lệ Hội nghị Hiệp thương Chính trị Nhân dân Trung Quốc quy định Ủy ban Toàn quốc Hội nghị Hiệp thương Chính trị Nhân dân Trung Quốc tổ chức Hội nghị toàn thể mỗi năm 1 lần, và được ủy ban thường vụ Hiệp thương Chính trị Nhân dân Trung Quốc tổ chức tại các cấp và thường trùng với phiên họp Đại hội Đại biểu Nhân dân Toàn quốc Trung Quốc.
Là tổ chức hiệp thương quan trọng, ngoài Hội nghị Hiệp thương Chính trị, còn có hiệp thương chuyên đề, hiệp thương giới biệt, hiệp thương đối khẩu, hiệp thương đề án và 4 loại hiệp thương khác.

## Cơ cấu tổ chức
Chức năng chính của Hội nghị Hiệp thương Chính trị Nhân dân Trung Quốc là hiệp thương chính trị. Các Ủy ban Hội nghị Hiệp thương Chính trị Nhân dân Trung Quốc các cấp họp toàn thể, họp thường trực, họp chủ tịch và các tổ chức khác. Các tổ chức Hội nghị Hiệp thương Chính trị Nhân dân Trung Quốc chủ yếu bao gồm Ủy ban Toàn quốc Hội nghị Hiệp thương Chính trị Nhân dân Trung Quốc và các ủy ban địa phương các cấp. Trong số đó, Ủy ban Thường vụ Ủy ban Toàn quốc Hội nghị Hiệp thương Chính trị Nhân dân Trung Quốc (sau đây gọi tắt là "Ủy ban Thường vụ Chính Hiệp Toàn quốc"), Ủy ban gồm Chủ tịch, Phó Chủ tịch, Tổng Thư ký và Ủy ban Thường vụ. Chủ tịch Ủy ban Toàn quốc Hội nghị Hiệp thương Chính trị Nhân dân Trung Quốc hiện đang nắm giữ bởi Du Chính Thanh, ủy viên thường vụ Bộ Chính trị Ủy ban Trung ương Đảng Cộng sản Trung Quốc.

### Chủ tịch, Phó Chủ tịch, Tổng thư ký Chính Hiệp Toàn quốc và Hội nghị Chủ tịch
Theo "Điều lệ Hội nghị Hiệp thương Chính trị Nhân dân Trung Quốc", Chủ tịch, Phó Chủ tịch, Tổng thư ký Ủy ban Toàn quốc Hội nghị Hiệp thương Chính trị Nhân dân Trung Quốc thành lập Hội nghị Chủ tịch và Ủy ban Thường vụ để giải quyết công việc hàng ngày quan trọng. Chủ tịch, phó chủ tịch và tổng thư ký được bầu bởi Ủy ban Toàn quốc Hội nghị Hiệp thương Chính trị Nhân dân Trung Quốc.
Hội nghị chủ tịch là bộ phận "xử lý những công việc hàng ngày quan trọng của Ủy ban Thường vụ" và bao gồm Chủ tịch, Phó Chủ tịch và Tổng Thư ký với các điều khoản tham chiếu cụ thể:
1. Số lượng thành viên Hội nghị Hiệp thương Chính trị Nhân dân Trung Quốc, các thành viên, ứng cử viên và các đơn vị bầu cử của Ủy ban Toàn quốc Hội nghị Hiệp thương Chính trị Nhân dân Trung Quốc do Ủy ban Thường vụ quyết định sau khi thảo luận và thông qua bởi Hội nghị Chủ tịch Ủy ban Toàn quốc trước đó.
2. Trong nhiệm kỳ, nếu thấy cần thiết phải tăng hoặc thay đổi số đơn vị tham gia, các thành viên và quyết định ứng viên Ủy ban Toàn quốc Hiệp Chính thì ủy ban thường vụ, sau khi thảo luận và chấp thuận của Chủ tịch kỳ họp, quyết định thông qua việc hiệp thương.
3. Được Ủy ban Thường vụ ủy nhiệm, chủ trì cuộc họp trù bị cho phiên toàn thể đầu tiên của phiên họp tiếp theo.
4. Xử lý các nhiệm vụ hàng ngày quan trọng khác của Ủy ban Thường vụ.

### Ủy ban trực thuộc
Theo "Điều lệ Hội nghị Hiệp thương Chính trị Nhân dân Trung Quốc", có một số ủy ban đặc biệt thuộc Ủy ban Toàn quốc Hội nghị Hiệp thương Chính trị Nhân dân Trung Quốc. Hiện có các ủy ban sau:
- Ủy ban đề án
- Ủy ban Kinh tế
- Ủy ban Dân số, Tài nguyên và Môi trường
- Ủy ban Y tế và Phục vụ Nhân sinh của UNESCO
- Ủy ban Xã hội và Pháp luật
- Hội đồng dân tộc và tôn giáo
- Ủy ban Hồng Kông, Ma Cao và Đài Loan
- Ủy ban Ngoại giao
- Ủy ban Lịch sử và Học tập

## Cơ cấu thành viên

### Ủy ban toàn quốc khóa XII
| Đảng Cộng sản Trung Quốc, Các Đảng phái Dân chủ, Nhân sĩ không Đảng phái | Đảng Cộng sản Trung Quốc, Các Đảng phái Dân chủ, Nhân sĩ không Đảng phái | Đoàn thể nhân dân | Đoàn thể nhân dân      | Đại biểu Dân tộc Thiểu số và các giới | Đại biểu Dân tộc Thiểu số và các giới       | Nhân sĩ được mời                                                           | Nhân sĩ được mời |
| --- | ------------------------------------------------------------------------ | --- | ---------------------- | --- | ------------------------------------------- | -------------------------------------------------------------------------- | ---------------- |
| Đảng Cộng sản Trung Quốc Ủy ban cách mạng Quốc dân đảng Trung Quốc Đồng minh dân chủ Trung Quốc Hội kiến quốc dân chủ Trung Quốc Hội xúc tiến dân chủ Trung Quốc Đảng dân chủ nông công Trung Quốc Đảng trí công Trung Quốc Học xã Cửu Tam Đồng minh tự trị dân chủ Đài Loan Nhân sĩ không Đảng phái | 99 65 45 30 45 20 65                                                     | Đoàn Thanh niên Cộng sản Trung Quốc Tổng Công hội Toàn quốc Trung Hoa Hội Liên hiệp Phụ nữ Toàn quốc Trung Hoa Hội Liên hiệp Thanh niên Toàn quốc Trung Hoa Hội Liên hiệp Công Thương nghiệp Toàn quốc Trung Hoa Hiệp hội Khoa học Kỹ thuật Trung Quốc Hội Liên nối giao hảo Đồng bào Đài Loan Toàn quốc Trung Hoa Hội Liên hiệp Hoa Kiều về nước Toàn quốc Trung Hoa | 9 63 67 30 65 43 15 28 | Giới Văn hóa Nghệ thuật Giới Khoa học Kỹ thuật Giới Khoa học Xã hội Giới Kinh tế Giới Nông nghiệp Giới Giáo dục Giới Thể dục Giới Xuất bản báo chí Giới Y tế y dược Giới Đối ngoại Bằng hữu Giới Bảo vệ xã hội và phúc lợi xã hội Giới Dân tộc Thiểu số Giới Tôn giáo | 145 112 69 151 67 108 21 44 90 41 36 103 67 | Nhân sĩ Hongkong được mời Nhân sĩ Macao được mời Nhân sĩ được mời đặc biệt | 124 29 166       |
| Tổng： | 544                                                                      | Tổng： | 320                    | Tổng： | 1054                                        | Tổng：                                                                     | 319              |
| Tổng：2237 |                                                                          | |                        | |                                             |                                                                            |                  |
| Danh sách ủy viên Ủy ban Toàn quốc khóa XII Hội nghị Hiệp thương Chính trị Nhân dân Trung Quốc |                                                                          | |                        | |                                             |                                                                            |                  |

### Ủy ban toàn quốc khóa XIII
| Đảng Cộng sản Trung Quốc, Các Đảng phái Dân chủ, Nhân sĩ không Đảng phái | Đảng Cộng sản Trung Quốc, Các Đảng phái Dân chủ, Nhân sĩ không Đảng phái | Đoàn thể nhân dân | Đoàn thể nhân dân      | Đại biểu Dân tộc Thiểu số và các giới | Đại biểu Dân tộc Thiểu số và các giới       | Nhân sĩ được mời                                                           | Nhân sĩ được mời |
| --- | ------------------------------------------------------------------------ | --- | ---------------------- | --- | ------------------------------------------- | -------------------------------------------------------------------------- | ---------------- |
| Đảng Cộng sản Trung Quốc Ủy ban cách mạng Quốc dân đảng Trung Quốc Đồng minh dân chủ Trung Quốc Hội kiến quốc dân chủ Trung Quốc Hội xúc tiến dân chủ Trung Quốc Đảng dân chủ nông công Trung Quốc Đảng trí công Trung Quốc Học xã Cửu Tam Đồng minh tự trị dân chủ Đài Loan Nhân sĩ không Đảng phái | 99 65 45 30 45 20 65                                                     | Đoàn Thanh niên Cộng sản Trung Quốc Tổng Công hội Toàn quốc Trung Hoa Hội Liên hiệp Phụ nữ Toàn quốc Trung Hoa Hội Liên hiệp Thanh niên Toàn quốc Trung Hoa Hội Liên hiệp Công Thương nghiệp Toàn quốc Trung Hoa Hiệp hội Khoa học Kỹ thuật Trung Quốc Hội Liên nối giao hảo Đồng bào Đài Loan Toàn quốc Trung Hoa Hội Liên hiệp Hoa Kiều về nước Toàn quốc Trung Hoa | 8 63 67 28 65 43 14 27 | Giới Văn hóa Nghệ thuật Giới Khoa học Kỹ thuật Giới Khoa học Xã hội Giới Kinh tế Giới Nông nghiệp Giới Giáo dục Giới Thể dục Giới Xuất bản báo chí Giới Y tế y dược Giới Đối ngoại Bằng hữu Giới Bảo vệ xã hội và phúc lợi xã hội Giới Dân tộc Thiểu số Giới Tôn giáo | 122 112 68 130 67 108 21 44 90 42 36 103 67 | Nhân sĩ Hongkong được mời Nhân sĩ Macao được mời Nhân sĩ được mời đặc biệt | 124 29 136       |
| Tổng： | 544                                                                      | Tổng： | 315                    | Tổng： | 1010                                        | Tổng：                                                                     | 289              |
| Tổng：2158 |                                                                          | |                        | |                                             |                                                                            |                  |
| Danh sách ủy viên Ủy ban Toàn quốc khóa XIII Hội nghị Hiệp thương Chính trị Nhân dân Trung Quốc |                                                                          | |                        | |                                             |                                                                            |                  |